# Pano Dikomo
Pano Dikomo (in greco Πάνω Δίκωμο?; in turco Yukarı Dikmen) è un villaggio di Cipro, situato a circa metà strada tra Nicosia e Kyrenia. Esso costituisce la parte alta del comune turco cipriota di Dikmen.  È sotto il controllo de facto di Cipro del Nord, dove appartiene al distretto di Girne, mentre de iure appartiene al distretto di Kyrenia della Repubblica di Cipro. Pano Dikomo sino al 1974 è sempre stata abitato esclusivamente da greco-ciprioti.
La sua popolazione nel 2011 era di 416 abitanti.

## Geografia fisica
Esso è situato a circa metà strada tra Nicosia e Kyrenia. Si trova otto chilometri a sud della città di Kyrenia, sulle pendici meridionali della catena montuosa del Pentadaktilos.
Pano Dikomo consiste nella parte superiore del comune di Dikomo. Kato Dikomo (Aşağı Dikmen in turco) ne è la parte inferiore.

## Origini del nome
In greco Dikomo significa "due case", mentre pano significa superiore. I turco-ciprioti cambiarono il suo nome nel 1975 in Dikmen, che significa "collina conica". Dopo il 1974, si fuse con Kato Dikomo per diventare il comune unico di Dikmen. Tutti i censimenti condotti dopo il 1974 sino al 2006 elencano sia la parte inferiore che quella superiore del villaggio semplicemente come Dikmen.

## Storia
Giovanni Mariti menziona Dikomo nei suoi "Viaggi" (1769) come residenza di un Agha turco o governatore distrettuale.

## Società

### Evoluzione demografica
Prima del 1974, entrambe le parti del villaggio erano abitate esclusivamente da greco-ciprioti. Nel censimento ottomano del 1831, i cristiani costituivano gli unici abitanti del villaggio (sia Pano che Kato). All'inizio del secolo non c'erano famiglie musulmane nel villaggio. La sua popolazione aumentò costantemente da 307 abitanti nel 1891 a 692 nel 1960.
Tutti gli abitanti del villaggio furono sfollati nel 1974, quando a luglio fuggirono dall'esercito turco che avanzava verso la parte meridionale dell'isola. Attualmente, come il resto dei greco-ciprioti sfollati, i greco-ciprioti di Pano Dikomo sono sparsi nel sud dell'isola, soprattutto nelle città. Il numero dei greco-ciprioti di Pano Dikomo sfollati nel 1974 era di circa 655 (653 nel censimento del 1973).
Oggi questa cittadina (sia Kato che Pano) è abitata principalmente da turco-ciprioti sfollati dal sud dell'isola, comprese alcune famiglie di Kotsiatis (Koççat o Koçyatağı in turco), Dali e Armenochori. Tuttavia, il reinsediamento di questa particolare località fu diverso dagli altri villaggi in quanto non ricevette un gran numero di sfollati turco-ciprioti da una singola località. Invece, gli attuali abitanti del paese provengono da varie località. C'erano inoltre molte famiglie di dipendenti pubblici di Nicosia, così come persone le cui case erano vicine alla linea del cessate il fuoco e quindi in luoghi considerati pericolosi. Ci sono anche alcuni cittadini turchi che vivono nel villaggio. Il censimento turco-cipriota del 2006 poneva la popolazione di Dikomo a 2.605 abitanti (incluso Kato Dikomo).